# Wunduwels

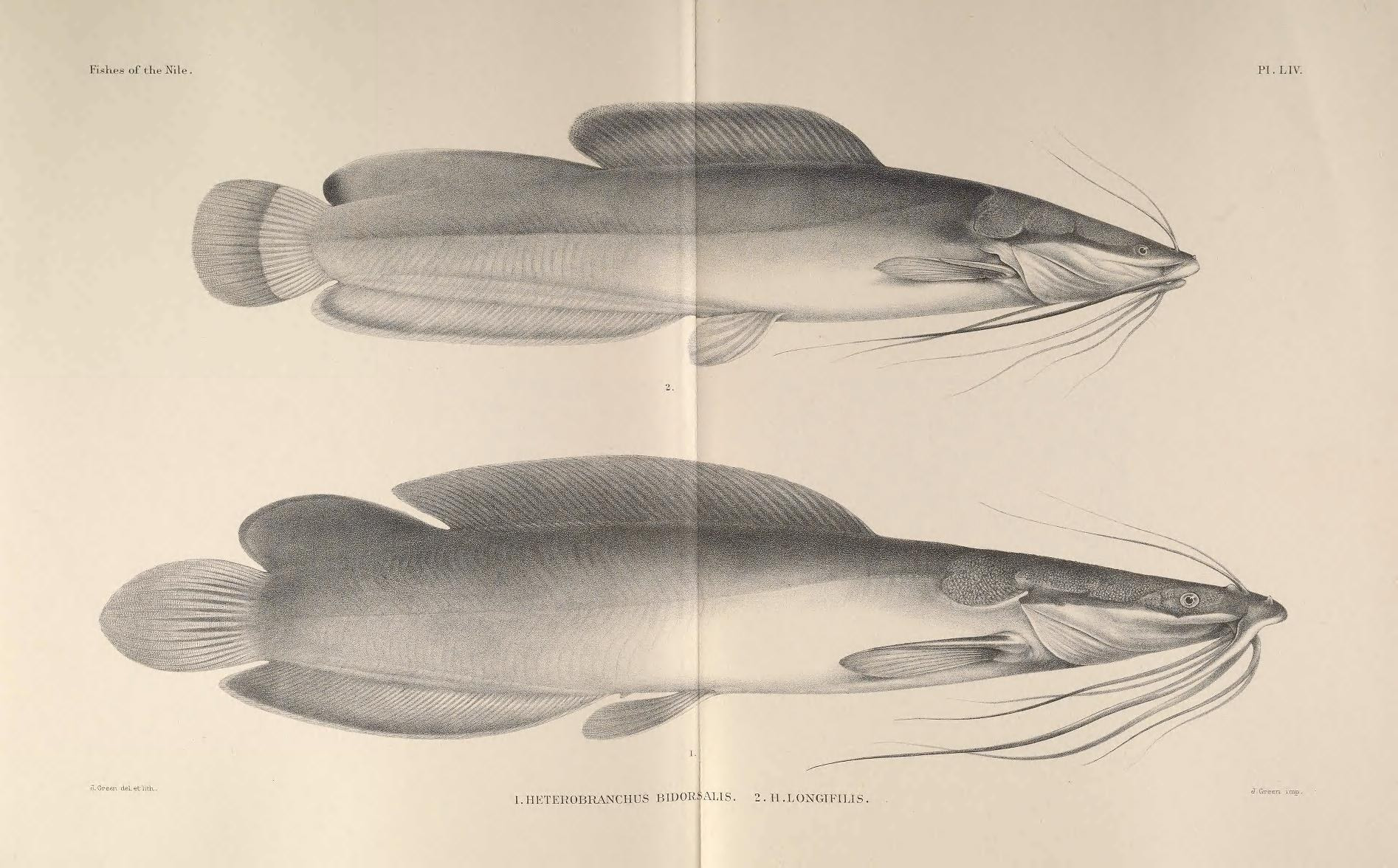
Zeichnung von Wunduwelsen

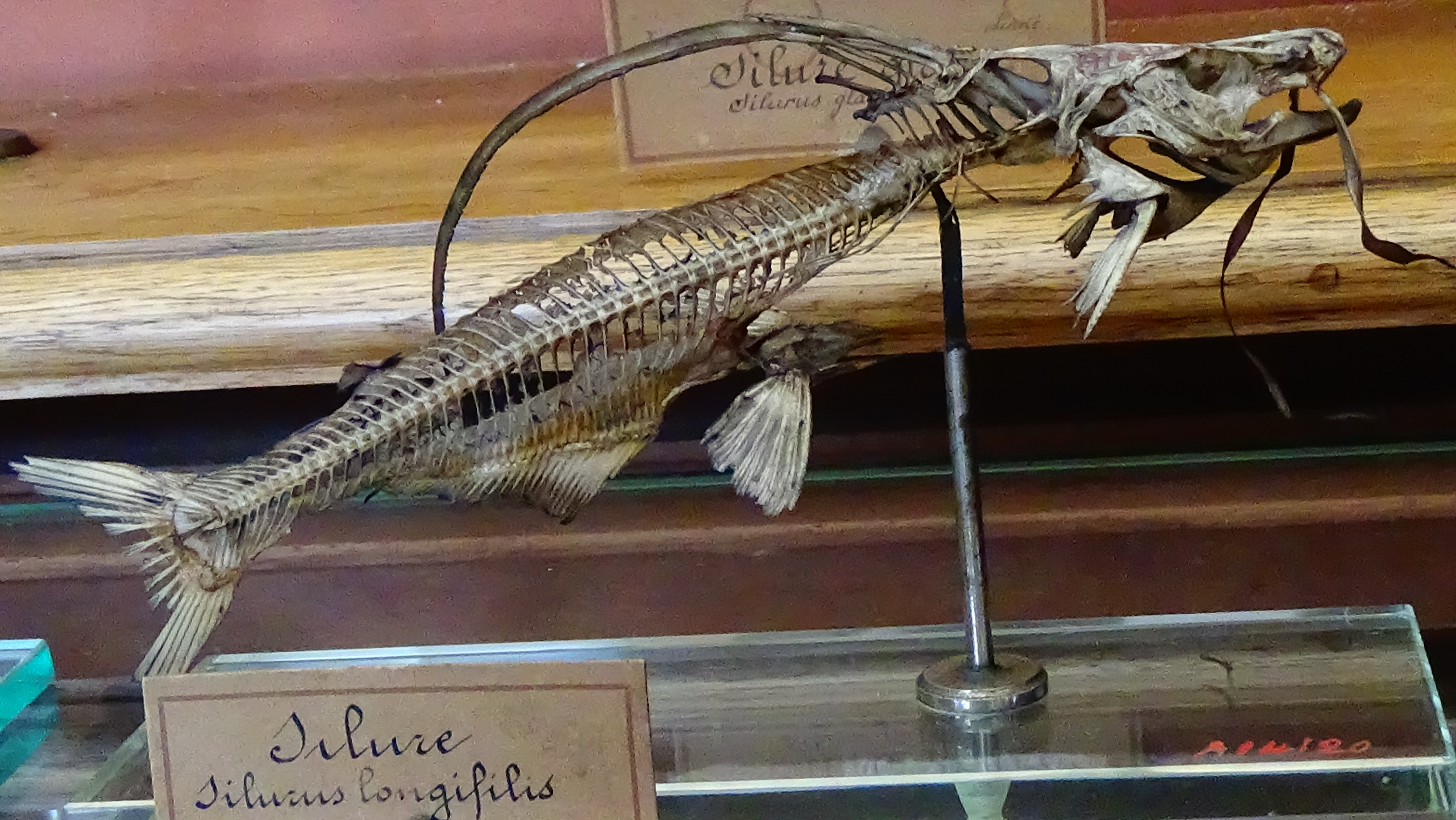
Skelett eines Wunduwelses

Der Wunduwels (Heterobranchus longifilis) (engl. vundu catfish oder sharptooth catfish) gehört zu den großen Welsarten Afrikas und wird lokal auch Cur, Lenda, Sampa, Ramboshi oder Certa genannt.

## Verbreitung
Wunduwelse sind in ganz Zentralafrika beheimatet, in Ländern wie der Demokratischen Republik Kongo, Republik Kongo, Burundi, Tansania und Uganda. Im Süden ist er bis nach Sambia und Simbabwe verbreitet, nach Norden bis in den Sudan und Ägypten und sein westlichstes Vorkommen findet sich in Niger bis Senegal.

## Merkmale
Der Wunduwels ist länglich, muskulös, hat eine dunkel- bis olivbraune Oberseite und besitzt meist hellbraune Flossen. Die Seiten sind etwas heller, der Bauch ist weiß und scharf gegen den übrigen Körper abgegrenzt. Rücken- und Afterflosse sind graugrün mit einem dunklen oder rötlichen Rand. Die Fettflosse ist dunkel und schwarz am hinteren Ende. Die Schwanzflosse ist breit und abgerundet. Geschlechtsunterschiede sind nicht bekannt.
Flossenformel: Dorsale 25–35, Anale 42–52, Wirbel 55–61

## Lebensweise
Die Tiere zeichnen sich durch besonders lange und hochsensible Barteln aus, die ihnen ein Leben in dunklen und trüben Gewässern ermöglichen.
Wunduwelse können eine Zeitlang auch außerhalb des Wassers leben und bei geeigneten Umweltbedingungen bis zu 12 Jahre alt werden. Sie werden bis 1,50 Meter lang und ca. 55 Kilogramm schwer.
Die Raubwelse kommen in tiefen Seen und Flüssen wie dem Kongo, Nil, Niger und Benue-Fluss in Westafrika vor. Ein großer Bestand dieser Art hat sich im Kariba-Stausee am Sambesi, im Tanganjikasee und im Eduardsee entwickelt.
Sie halten sich bevorzugt an tiefen Stellen des Hauptstromes auf, bzw. in tiefgründigen, trüben Seen mit hohem Substratanteil.
Wunduwelse sind nachtaktiv und fressen als omnivore Räuber Fische, Kleintiere und tierische Kadaver. In der Nähe menschlicher Siedlungen haben sie sich an Schlachtabfälle gewöhnt, die ins Wasser geworfen werden. Im ägyptischen Nassersee hat er sich zu einer Plage entwickelt, da er Fischernetze zerstören kann und mit den Fischern um Beute konkurriert.

## Nutzung
Der Wunduwels ist ein Speisefisch von lokaler Bedeutung. In Nigeria wird er aufgrund seines schnellen Wachstums in der Teichwirtschaft und Aquakultur genutzt und mit Sojabohnenmehl gemästet. Dort laufen Forschungsbestrebungen, um Clarias gariepinus mit Heterobranchus longifilis zu kreuzen und ihre Eigenschaften wie rasches Wachstum mit einer hohen Umwelttoleranz miteinander zu kombinieren (siehe auch Claresse).
Aufgrund seines Gewichts und seiner Kraft gehört er außerdem zu den beliebten Sportfischen Afrikas. In Aquarien ist er wenig beliebt, da die Tiere nur zur Fütterungszeit Aktivität entwickeln.